# Кассирер, Фриц
Фриц Кассирер (нем. Fritz Cassirer, полное имя Фридрих Леопольд Кассирер, нем. Friedrich Leopold Cassirer; 29 марта 1871, Бреслау — 26 ноября 1926, Берлин) — немецкий дирижёр и музыковед. Брат Бруно Кассирера, двоюродный брат Пауля, Рихарда и Эрнста Кассиреров, а также психиатра Курта Гольдштейна и педагога Эдит Гехееб.

## Биография
Из известной еврейской купеческой семьи. Родился в семье торговца Юлиуса Кассирера (1841—1924) и Юльхер (Юли) Кассирер (1844—1924), приходившихся друг другу двоюродными братом и сестрой. Его дед — Маркус Кассирер (1801—1880) — основал в Буякове торговый дом по продаже тканей и производству ткацкого оборудования, и впоследствии перевёл своё дело в Бреславль; другой дед, Зигфрид Кассирер (1812—1897), держал в Бреславле винокурню и был крупным производителем шнапса. Дядя — Макс Кассирер (1857—1943), немецкий предприниматель и политик.
Учился в Мюнхене и Берлине, в том числе у Ганса Пфицнера и Густава Холлендера. Работал в оперных театрах Любека, Позена, Саарбрюккена. Наиболее значительным событием в дирижёрской карьере Кассирера было его руководство в 1903—1905 гг. Эльберфельдской оперой: в Эльберфельде он воспринял от давно уже работавшего там старшего коллеги Ханса Хайма увлечение музыкой Фредерика Делиуса, дирижировал в 1904 г. премьерой оперы Делиуса «Коанга», помогал композитору в отборе текстов из книги Фридриха Ницше «Так говорил Заратустра» для задуманной Делиусом «Мессы живых» (это сочинение Делиус посвятил Кассиреру). В 1907 году, уже работая в берлинском «Метрополь-театре», Кассирер содействовал тамошней премьерной постановке оперы Делиуса «Деревенские Ромео и Джульетта».
В дальнейшем Кассирер отправился вместе с Комише Опер на гастроли в Лондон, где на некоторое время задержался, а затем принял решение завершить дирижёрскую карьеру и поселился в Мюнхене, посвятив себя музыковедческим штудиям. Главный труд Кассирера — монография «Бетховен и гештальт» (нем. Beethoven und die Gestalt; 1925).

## Семья
Был женат на своей дальней родственнице Лилли Каролине Дишпекер (1876—1962). В 1939 году она повторно вышла замуж за биохимика и медика Отто Нейбауэра (1874—1957). Единственная дочь — Ева Шарлотта Кассирер (1901—1921, умерла от испанки), вышла замуж за двоюродного брата отца, крупного промышленника Фрица (Фридриха Вильгельма) Кассирера (1888—1979), который некоторое время управлял Немецким театром и был менеджером Макса Рейнхардта. Их сын, Клод (Клаус Вольфганг) Кассирер (1921—2011), получил известность благодаря многолетней судебной тяжбе с правительством Испании по возвращению экспроприированных у его семьи нацистами произведений искусства.